# Evelyn Dubrow
Evelyn Dubrow (née le 6 mars 1911 à Passaic et décédée le 20 juin 2006 à Washington) est une journaliste et syndicaliste américaine ayant travaillé pour l'International Ladies' Garment Workers' Union. Elle est récipiendaire de la médaille présidentielle de la Liberté.

## Biographie
Evelyn Dubrow  est née le 6 mars 1911 à Passaic et décédée le 20 juin 2006 à Washington. Elle fait des études de journalisme à l'université de New York.
Elle reçoit la médaille présidentielle de la Liberté par le président américain Bill Clinton en 1999.

## Distinctions et récompenses
- Médaille présidentielle de la Liberté